# Chalcoela aurifera
Chalcoela aurifera är en fjärilsart som beskrevs av Philipp Christoph Zeller 1872. Chalcoela aurifera ingår i släktet Chalcoela och familjen Crambidae. Inga underarter finns listade i Catalogue of Life.